# Mongolië op de Olympische Zomerspelen 1968
Mongolië nam deel aan de Olympische Zomerspelen 1968 in Mexico-Stad, Mexico. Tijdens de tweede deelname werden de eerste medailles gewonnen. Alle vier in het worstelen; één zilver en drie brons. Dit aantal medailles zou alleen in 1980 en 2008 worden geëvenaard.

## Medailleoverzicht
| Sport     | Olympiër                   | Discipline | Medaille |
| --------- | -------------------------- | ---------- | -------- |
| Worstelen | Jigjidiin Mönkhbat         | –87kg (m)  | Zilver   |
| Worstelen | Chimedbazaryn Damdinsharav | –52kg (m)  | Brons    |
| Worstelen | Sereeter Danzandarjaa      | –70kg (m)  | Brons    |
| Worstelen | Tömöriin Artag             | –78kg (m)  | Brons    |

De namen van twee medaillewinnaars wijkt af van die uit de medailledatabase van het IOC. Zo noemt die Surenjav Sukhbataar als bronzen medaillist bij het worstelen vrije stijl vlieggewicht en Dagvasuren Purev bij het weltergewicht. De gegevens uit deze tabel zijn overgenomen van de lijst van het Mongolisch Olympisch Comité

## Deelnemers en resultaten
(m) = mannen, (v) = vrouwen 

### Atletiek
| Olympiër              | Discipline       | Resultaat | Prestatie |
| --------------------- | ---------------- | --------- | --------- |
| Dashzevgiin Namjilmaa | discuswerpen (v) | 12e       | 50,76m    |

### Schietsport
| Olympiër                   | Discipline                   | Resultaat | Prestatie                       |
| -------------------------- | ---------------------------- | --------- | ------------------------------- |
| Yondonjamtsyn Batsükh      | 50m geweer 3 houdingen       | 48e       | 1114 punten: (390-379-345)      |
| Mendbayaryn Jantsankhorloo | 50m geweer 3 houdingen       | 27e       | 1136 punten: (398-384-354)      |
| Yondonjamtsyn Batsükh      | 50m geweer liggend           | 69e       | 582 punten: (96-97-95-99-97-98) |
| Mendbayaryn Jantsankhorloo | 50m geweer liggend           | 73e       | 581 punten: (98-97-98-95-96-97) |
| Yondonjamtsyn Batsükh      | 300m vrij geweer 3 houdingen | 27e       | 1082 punten: (390-364-328)      |
| Tüdeviin Myagmarjav        | 50m pistool                  | 19e       | 547 punten: (86-93-91-89-94-94) |
| Tüdeviin Myagmarjav        | 25m snelvuurpistool          | 47e       | 562 punten: (279-283)           |

### Turnen
| Olympiër                 | Discipline               | Resultaat | Prestatie     |
| ------------------------ | ------------------------ | --------- | ------------- |
| Zagdbazaryn Davaanyam    | meerkamp individueel (m) | 98e       | 101,15 punten |
|                          |                          |           |               |
| Tsagaandorjiin Gündegmaa | meerkamp individueel (v) | 59e       | 70,00 punten  |
| Dorjiin Norolkhoo        | meerkamp individueel (v) | 97e       | 59,50 punten  |
| Yadamsürengiin Tuyaa     | meerkamp individueel (v) | 84e       | 66,90 punten  |

### Worstelen
| Olympiër                   | Discipline  | Resultaat   | Prestatie |
| Vrije stijl                | Vrije stijl | Vrije stijl | Vrije stijl |
| -------------------------- | ----------- | ----------- | --- |
| Chimedbazaryn Damdinsharav | -52kg (m)   | Brons       | 1ste ronde: W van RAU Mongued 2de ronde: W van TUR Esenceli 3de ronde: V van ITA Grassi 4de ronde: W van HUN Erdős 5de ronde: W van FRG Neff 6de ronde: V van USA Sanders 7de ronde: V van JPN Nakata |
| Bazaryn Sükhbaatar         | -57kg (m)   | 8e          | 1ste ronde: W van AFG Djan 2de ronde: V van PAK Mohammad 3de ronde: W van MEX López 4de ronde: V van POL Żedzicki                                                                                     |
| Tsedendambyn Natsagdorj    | -63kg (m)   | 13e         | 1ste ronde: W van POL Godyń 2de ronde: V van AFG Ebrahimi 3de ronde: V van JPN Kaneko |
| Danzandarjaagiin Sereeter  | -70kg (m)   | Brons       | 1ste ronde: W van AUS Marsh 2de ronde: W van PHI Salutga 3de ronde: W van TUR Ağralı 4de ronde: W van FRA Marchand 5de ronde: V van URS Berishvili 6de ronde: V van IRI Movahed                       |
| Tömöriin Artag             | -78kg (m)   | Brons       | 1ste ronde: V van BUL Sotirov 2de ronde: W van GBR Shacklady 3de ronde: W van CAN Heffel 4de ronde: W van HUN Bajkó 5de ronde: G van TUR Atalay                                                       |
| Jigjidiin Mönkhbat         | -87kg (m)   | Zilver      | 1ste ronde: W van GDR Döring 2de ronde: W van MEX García 3de ronde: W van SUI Chardonnens 4de ronde: vrij 5de ronde: G van BUL Gardzhev 6de ronde: G van URS Gurevich 7de ronde: W van USA Peckham    |
| Khorloogiin Bayanmönkh     | -97kg (m)   | 5e          | 1ste ronde: W van CAN Millard 2de ronde: W van BAH Nihon Jr. 3de ronde: W van SUI Jutzeler 4de ronde: V van HUN Csatári 5de ronde: V van TUR Ayik                                                     |
| Ölziisaikhany Erdene-Ochir | +97kg (m)   | 6e          | 1ste ronde: W van POL Bocheński 2de ronde: V van ROU Stîngu 3de ronde: W van FRA Uytterhaeghe 4de ronde: V van FRG Dietrich                                                                           |

Afghanistan · Algerije · Amerikaanse Maagdeneilanden · Argentinië · Australië · Bahama's · Barbados · België · Bermuda · Birma · Bolivia · Bondsrepubliek Duitsland · Brazilië · Brits-Honduras · Bulgarije · Canada · Centraal-Afrikaanse Republiek · Ceylon · Chili · Colombia · Congo-Kinshasa · Costa Rica · Cuba · Denemarken · Dominicaanse Republiek · Duitse Democratische Republiek · Ecuador · El Salvador · Ethiopië · Fiji · Filipijnen · Finland · Frankrijk · Ghana · Griekenland · Groot-Brittannië · Guatemala · Guinee · Guyana · Honduras · Hongarije · Hongkong · Ierland · IJsland · India · Indonesië · Irak · Iran · Israël · Italië · Ivoorkust · Jamaica · Japan · Joegoslavië · Kameroen · Kenia · Koeweit · Libanon · Libië · Liechtenstein · Luxemburg · Madagaskar · Maleisië · Mali · Malta · Marokko · Mexico · Monaco · Mongolië · Nederland · Nederlandse Antillen · Nicaragua · Nieuw-Zeeland · Niger · Nigeria · Noorwegen · Oeganda · Oostenrijk · Pakistan · Panama · Paraguay · Peru · Polen · Portugal · Puerto Rico · Roemenië · San Marino · Senegal · Sierra Leone · Singapore · Soedan · Sovjet-Unie · Spanje · Suriname · Syrië · Taiwan · Tanzania · Thailand · Trinidad en Tobago · Tunesië · Turkije · Tsjaad · Tsjecho-Slowakije · Uruguay · Venezuela · Verenigde Arabische Republiek · Verenigde Staten · Vietnam · Zambia · Zuid-Korea · Zweden · Zwitserland